# Livre d'heures de Catherine de Clèves
Le livre d'heures de Catherine de Clèves est un livre d'heures qui fut composé vers 1440 (après 1434) en Flandres. Il est conservé par la Pierpont Morgan Library de New York, cote M 917 et cote M 945. Il est nommé d'après son commanditaire Catherine de Clèves, épouse du duc Arnold de Gueldre.

## Historique

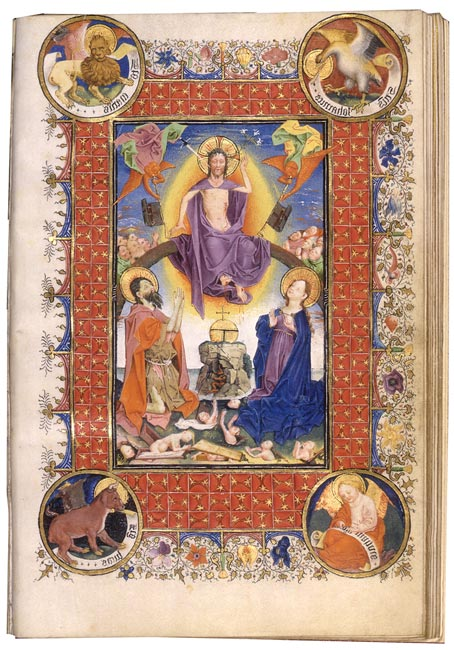
Le Christ en gloire avec saint Jean-Baptiste à gauche et la Vierge à droite, encadré des symboles des Évangélistes

Ce livre d'heures richement illustré est composé à une époque charnière par un enlumineur et ses deux miniaturistes sans doute actif à Utrecht ou à Nimègue, dont le nom de convention est le Maître des Heures de Catherine de Clèves. Il est certainement composé après 1434, puisqu'une pièce d'or de Philippe le Bon datant de cette année-là figure dans les bordures de la miniature de Grégoire le Grand. 
Le commanditaire de cet ouvrage est probablement Catherine de Clèves (1417-1479), fille du duc Adolphe Ier de Clèves et de Marie de Bourgogne et donc la petite-fille de Jean sans Peur. Elle est duchesse de Gueldre depuis 1430, à la suite de son mariage avec Arnold de Gueldre. Elle est représentée au folio 1 verso, avec ses armes et celles de ses ancêtres. Il est offert ensuite à Ermengard von Lochhorst, puis disparaît des inventaires. 
Le manuscrit est mentionné en 1856 chez l'éditeur et libraire parisien Jacques Techener. C'est lui qui sans doute en démembre les folios et les relie en deux volumes pour en tirer meilleur profit mais dans un ordre différent pour leur donner l'apparence de deux volumes complets. Il vend la première partie pour quinze mille francs au duc d'Arenberg à Bruxelles. Celle-ci reste dans la famille du duc jusqu'en 1958. À cette date, le volume est acheté par le marchand newyorkais H. P. Kraus qui le revend à Alastair Bradley Martin pour la Guennol Collection. Avec ce propriétaire, ce volume est alors appelé Heures de Guennol. Elles sont achetées par la Pierpont Morgan Library en 1970, où il est conservé actuellement (M 945). Pendant ce temps, cette même Pierpont Morgan Library achète la seconde partie auprès du baron Maurice de Rothschild en 1963, qui l'avait acquis en 1936 (M 917). 
En étudiant ce volume au moment de son acquisition, John Plummer, conservateur des manuscrits médiévaux à la Pierpont Library, le compare avec les Heures de Guennol et constate que les deux volumes proviennent d'un seul et même manuscrit. Les deux parties se trouvent ainsi réunies. En 2010, à l'occasion d'une exposition, les deux volumes sont entièrement démembrés pour permettre la présentation des miniatures puis permettre une nouvelle reliure des folios du manuscrit dans leur ordre originel.

## Description
Le manuscrit contient 357 folios en deux parties (193 et 164 folios) de 19,2 cm sur 13 cm, avec vingt-cinq miniatures de pleine page et cent trente-deux en demi-page. Sept miniatures de pleine page et quatre en demi-pages ont été perdues.
L'enlumineur excelle dans les couleurs à l'aide de gouaches couvrantes et dans l'expression des visages, et de la description de la réalité. C'est le premier à utiliser de manière foisonnante des objets quotidiens ou des animaux qu'il magnifie ou détourne par humour dans les bordures. Son art influence plus tard le Maître viennois de Marie de Bourgogne.
Le folio 247 recto montre saint Corneille et saint Cyprien entourés de différentes cages d'oiseaux remarquables d'inventivité. L'oiseau est souvent considéré comme le symbole de l'âme.
L'atelier du Maître des Heures de Catherine de Clèves est considéré comme le représentant majeur de l'enluminure de la Rhénanie du Nord entre 1430 et 1450. Willem Vrelant, fondateur de la guilde des enlumineurs de Bruges, a été formé dans cet atelier.